# Pesanggrahan (Kesugihan)
Pesanggrahan is een bestuurslaag in het regentschap Cilacap van de provincie Midden-Java, Indonesië. Pesanggrahan telt 3268 inwoners (volkstelling 2010).